# ليم كيت سيانغ
ليم كيت سيانغ (مواليد 20 فبراير 1941) سياسي ماليزي، ينتمي إلى الأقلية الصينية وهو قيادي بارز في حزب العمل الديمقراطي، له أكثر من 30 كتاب في السياسة والاقتصاد وحقوق الإنسان.

## روابط خارجية
- ليم كيت سيانغ على موقع مونزينجر (الألمانية)